# Freedom (Crossfaith)
Freedom è il quarto EP del gruppo musicale giapponese Crossfaith, pubblicato il 2 agosto 2017 da UNFD e Sony Music. Nella versione doppio CD sono presenti, oltre ai tre brani inediti, tre remix selezionati dall'EP New Age Warriors Remix.

## Tracce
1. Freedom (feat. Rou Reynolds) – 3:21
2. Rockstar Steady (feat. Jesse) – 3:40
3. Diavolos – 3:41

CD bonus
1. Revolution (The Bloody Beetroots Remix) – 3:18
2. Kill 'Em All (Shikari Sound System Remix) – 4:53
3. Rx Overdrive (TeddyLoid Remix) – 4:37

## Formazione
Crossfaith
- Koie Kenta – voce
- Takemura Kazuki – chitarra
- Ikegawa Hiroki – basso
- Amano Tatsuya – batteria, percussioni
- Tamano Terufumi – tastiera, sintetizzatore, programmazione, voce secondaria

Altri musicisti
- Rou Reynolds – voce in Freedom
- Jesse – voce in Rockstar Steady

## Classifiche
| Classifica (2017) | Posizione massima |
| ----------------- | ----------------- |
| Giappone          | 21                |